# Mombeek
Mombeek är ett vattendrag i Belgien.   Det ligger i provinsen Limburg och regionen Flandern, i den östra delen av landet, 70 km öster om huvudstaden Bryssel.
Omgivningarna runt Mombeek är en mosaik av jordbruksmark och naturlig växtlighet. Runt Mombeek är det tätbefolkat, med 266 invånare per kvadratkilometer.